# 인나이역
인나이역(일본어: 院内駅)은 일본 아키타현 유자와시에 위치한 동일본 여객철도 오우 본선의 철도역이다. 단선 · 섬식의 형태를 합친 2면 3선의 복합 구조를 갖춘 승강장을 가진 지상역이다. 오우 본선 내의 아키타 현 최남단의 역이다.

## 타는 곳
| 1 | ■ 오우 본선 | (하행) | 유자와 · 요코테 · 아키타 방면 |
| 2 | ■ 오우 본선 | (상행) | 신조 방면                     |
| 3 | ■ 오우 본선 |        | 당 역 시발                    |

## 이용 현황
| 승차 인원 추이 | 승차 인원 추이 |
| 연도           | 1일 평균       |
| -------------- | -------------- |
| 2000           | 69             |
| 2001           | 63             |
| 2002           | 58             |
| 2003           | 59             |
| 2004           | 55             |
| 2005           | 55             |
| 2006           | 49             |
| 2007           | 47             |
| 2008           |                |
| 2009           |                |

## 역 주변
- 오모노 강

## 인접 역
| 동일본 여객철도 오우 본선 | 동일본 여객철도 오우 본선 | 동일본 여객철도 오우 본선 |
| ------------------------- | ------------------------- | ------------------------- |
| 노조키 신조 방면          | ■ 오우 본선               | 요코보리 아키타 방면      |